# アレクサンダー・マクラウド
アレクサンダー・マクラウド（Alexander MacLeod）は、カナダの作家。

## 経歴
(https://www.shinchosha.co.jp/writer/5317/)
カナダ・ノヴァスコシア州ケープ・ブレトン島に生まれ、オンタリオ州ウィンザーで育つ。
父親は『彼方なる歌に耳を澄ませよ』などで知られる、作家アリステア・マクラウド。
ウィンザー大学卒業後、ノートルダム大学、マギル大学でも学位を取得し、ハリファックスのセント・メアリーズ大学で教鞭を執る。教職の傍ら短篇を書きため、2010年に『煉瓦を運ぶ（原題 Light Lifting）』を刊行。ギラー賞、フランク・オコナー国際短篇賞の最終候補にノミネートされ、グローブ・アンド・メール紙ほかで「今年の本」に選ばれるなど、注目を集める。
2016年5月現在ノヴァスコシア州ダートマス在住。

## 邦訳作品
- 『煉瓦を運ぶ』小竹由美子 訳 新潮社、新潮クレスト・ブックス、2016年5月